# 多沙普仑
多沙普仑（INN：doxapram）是一种呼吸兴奋药，或催醒药；多以盐酸盐形式作为制剂。静脉注射鹽酸多沙普崙后，可以刺激潮气量和增加呼吸频率。
多沙普仑的药理机制属于末梢化学感受器的刺激剂，对延髓呼吸中枢也有直接作用，能增加呼吸驱动，加强通气。对中枢性睡眠呼吸暂停综合征、肥胖低通气综合征、慢性阻塞性肺疾病呼吸衰竭氧疗不当所致的二氧化碳麻醉等有一定的疗效。